# Lena Kolarska-Bobińska
Lena Barbara Kolarska-Bobińska (ur. 3 grudnia 1947 w Pradze) – polska socjolog, profesor nauk humanistycznych, w latach 2013–2015 minister nauki i szkolnictwa wyższego, była dyrektor Instytutu Spraw Publicznych, posłanka do Parlamentu Europejskiego VII kadencji.

## Życiorys
Ukończyła studia na Wydziale Socjologii Uniwersytetu Warszawskiego (1970). Uzyskiwała kolejno stopnie doktora (1974). i doktora habilitowanego (1984). W 1993 otrzymała tytuł profesora nauk humanistycznych. W latach 1974–1976 przebywała w Stanach Zjednoczonych na Stypendium Forda w Uniwersytecie Stanforda oraz Business School of Carnegie-Mellon University.
Przez wiele lat pozostawała pracownikiem naukowym Instytutu Filozofii i Socjologii PAN. W okresie 1991–1997 zajmowała stanowisko dyrektora Centrum Badania Opinii Społecznej. Od 1997 do 2009 pełniła funkcję dyrektora Instytutu Spraw Publicznych i prezesa zarządu tej fundacji. W tym okresie ISP otrzymał wyróżnienie „Instytucja Roku 2001” przyznawane przez kapitułę Konkursu Pro Publico Bono.
Wchodziła w skład licznych polskich i międzynarodowych organizacji zawodowych i ciał doradczych, m.in. Komitetu Etyki w Nauce oraz Komitetu Socjologii PAN, rady naukowej Instytutu Studiów Społecznych Uniwersytetu Warszawskiego, komitetu sterującego projektu „Nowe Metody Rządzenia” VI ramowego projektu Unii Europejskiej, Komitetu Doradczego ds. Nauk Społecznych i Humanistycznych Komisji Europejskiej. Doradzała prezydentowi RP w ramach Komitetu Ekonomicznego (1992–1995) i Grupy Refleksyjnej (2001–2005), a także pełnomocnikowi rządu do spraw negocjacji akcesyjnych. Była członkinią rady nadzorczej Fundacji Central European University (1998–2008), komitetu sterującego Centre for East European Language Based Area Studies (2007) oraz rady naukowej Europejskiego Instytutu Uniwersyteckiego we Florencji (2009).
Opublikowała jako autorka, współautorka lub redaktorka wiele prac naukowych, w tym kilka opracowań książkowych. Współpracowała przy tworzeniu serii Polacy'80, Polacy'81, Polacy'84, Polacy'88, Polacy'90 i Polacy'95, przygotowywanej przez Instytut Filozofii i Socjologii PAN. Jest członkinią rady programowej Kongresu Kobiet, w 2011 została „ministrem energii, środowiska i rolnictwa” w gabinecie cieni tej organizacji.
W wyborach do Parlamentu Europejskiego otrzymała mandat europosła, kandydując z pierwszego miejsca listy Platformy Obywatelskiej w okręgu lubelskim. Po wyborach została członkiem Platformy Obywatelskiej. W 2011 nominowana została do nagrody MEP Awards dla najbardziej pracowitych posłów Parlamentu Europejskiego w kategorii energia.
27 listopada 2013, z mocą od 3 grudnia 2013, została powołana na urząd ministra nauki i szkolnictwa wyższego przez prezydenta Bronisława Komorowskiego. 22 września 2014 objęła to samo stanowisko w rządzie Ewy Kopacz. 16 listopada 2015 zakończyła pełnienie funkcji ministra. Zasiadała w radzie Instytutu Obywatelskiego.
Jest żoną Krzysztofa Bobińskiego.

## Odznaczenia i wyróżnienia
- Krzyż Oficerski Orderu Odrodzenia Polski (2004)[5]
- Krzyż Kawalerski Orderu Odrodzenia Polski (1997)[6]
- Narodowy Order Zasługi (Ordre national du Mérite, 2005, Francja)
- Nominacja do Nagrody m. Andrzeja Bączkowskiego (1999).
- Medal Europejski przyznawany przez Komitet Integracji Europejskiej oraz Business Centre Club (2004)
- Nagroda im. Władysława Grabskiego przyznana przez Konfederację Lewiatan (2015)[7]

## Wybrane publikacje
- Centralization and Decentralization: Decisions, Power, Myth, Ossolineum, 1984.
- Aspirations, Values and Interests. Poland 1989–94, Instytut Filozofii i Socjologii PAN, 1994.
- Cztery reformy. Od koncepcji do realizacji (red., współautor), ISP, 2000.
- Polacy wobec wielkiej zmiany. Integracja z Unią Europejską (red., współautor), ISP, 2001.
- Obraz Polski i Polaków w Europie (red., współautor), ISP, 2003.
- Przed referendum europejskim, absencja, sprzeciw, poparcie (red., współautor), ISP, 2003.
- Świadomość ekonomiczna społeczeństwa i wizerunek biznesu (red., współautor), ISP, 2004.